# تپه سراب گرم
تپه سراب گرم در شهرستان خرم‌آباد، بخش پاپی، دهستان کشور، ۵۰۰ متری غرب روستای خانه چوبی واقع شده و این اثر در تاریخ ۲۸ اسفند ۱۳۸۵ با شمارهٔ ثبت ۱۸۶۰۱ به‌عنوان یکی از آثار ملی ایران به ثبت رسیده است.